# Карпач Андрій Сергійович
Андрій Сергійович Карпач (біл. Андрэй Сяргеевіч Карпач; нар. 6 червня 1994, Мала Берестовиця, Берестовицький район, Гродненська область) — білоруський борець вільного стилю, разовий бронзовий призер чемпіонату Європи, бронзовий призер чемпіонату світу серед військовослужбовців.

## Життєпис
Боротьбою почав займатися з 2001 року. У 2011 році став бронзовим призером чемпіонату Європи серед кадетів. У 2015 році завоював бронзову медаль чемпіонату Європи серед молоді.
Тренується у школі вищої спортивної майстерності Гродна. Тренери — Володимир Валєйчик, Олександр Ясгульд.
Навчається на юридичному факультеті Гродненського державного університету імені Янки Купали.

## Спортивні результати на міжнародних змаганнях

### Виступи на Чемпіонатах світу
| Змагання                        | Збірна   | Вагова категорія          | Місце |
| ------------------------------- | -------- | ------------------------- | ----- |
| Чемпіонат світу з боротьби 2019 | Білорусь | вільна боротьба, до 70 кг | 30    |

### Виступи на Чемпіонатах Європи
| Змагання                         | Збірна   | Вагова категорія          | Місце  |
| -------------------------------- | -------- | ------------------------- | ------ |
| Чемпіонат Європи з боротьби 2018 | Білорусь | вільна боротьба, до 74 кг | Бронза |
| Чемпіонат Європи з боротьби 2019 | Білорусь | вільна боротьба, до 79 кг | 5      |

### Виступи на інших змаганнях
| Змагання                                                      | Збірна   | Вагова категорія                 | Місце  |
| ------------------------------------------------------------- | -------- | -------------------------------- | ------ |
| Турнір Алі Алієва 2013                                        | Білорусь | вільна боротьба, до 66 кг        | 24     |
| Турнір Олександра Медведя 2015                                | Білорусь | вільна боротьба, до 70 кг        | 17     |
| Всесвітні ігри військовослужбовців 2015                       | Білорусь | вільна боротьба, до 70 кг        | 5      |
| Турнір Дана Колова — Николи Петрова 2016                      | Білорусь | вільна боротьба, до 74 кг        | 13     |
| Турнір Олександра Медведя 2016                                | Білорусь | вільна боротьба, до 70 кг        | 7      |
| Олімпійський кваліфікаційний турнір з боротьби 2016 (Стамбул) | Білорусь | вільна боротьба, до 74 кг        | 27     |
| Меморіал Вацлава Циолковського 2016                           | Білорусь | вільна боротьба, до 70 кг        | 5      |
| Гран-прі Німеччини з боротьби 2016                            | Білорусь | вільна боротьба, до 70 кг        | 9      |
| Чемпіонат світу з боротьби серед військовослужбовців 2016     | Білорусь | вільна боротьба, до 70 кг        | Бронза |
| Чемпіонат світу з боротьби серед студентів 2016               | Білорусь | вільна боротьба, до 70 кг        | 7      |
| Henri Deglane Challenge 2016                                  | Білорусь | вільна боротьба, до 74 кг        | Срібло |
| Гран-прі Парижа з боротьби 2017                               | Білорусь | вільна боротьба, до 86 кг        | 10     |
| Меморіал Вацлава Циолковського 2017                           | Білорусь | вільна боротьба, до 74 кг        | 7      |
| Кубок Ахмата Кадирова 2017                                    | Білорусь | вільна боротьба, до Teamevent кг | 4      |
| Інтерконтінентальний кубок з боротьби 2017                    | Білорусь | вільна боротьба, до 74 кг        | 28     |
| Київський Міжнародний турнір з боротьби 2018                  | Білорусь | вільна боротьба, до 74 кг        | 18     |
| Турнір Дана Колова — Николи Петрова 2018                      | Білорусь | вільна боротьба, до 74 кг        | 10     |
| Henri Deglane Challenge 2019                                  | Білорусь | вільна боротьба, до 74 кг        | Бронза |
| Турнір міста Сассарі з боротьби 2019                          | Білорусь | вільна боротьба, до 74 кг        | 5      |
| Турнір Олександра Медведя 2019                                | Білорусь | вільна боротьба, до 74 кг        | 9      |
| Всесвітні ігри військовослужбовців 2019                       | Білорусь | вільна боротьба, до 74 кг        | 9      |
| Гран-прі Франції Анрі Деглана 2020                            | Білорусь | вільна боротьба, до 74 кг        | 9      |

### Виступи на змаганнях молодших вікових груп
| Змагання                                       | Збірна   | Вагова категорія          | Місце  |
| ---------------------------------------------- | -------- | ------------------------- | ------ |
| Чемпіонат Європи з боротьби серед кадетів 2010 | Білорусь | вільна боротьба, до 58 кг | 15     |
| Чемпіонат Європи з боротьби серед кадетів 2011 | Білорусь | вільна боротьба, до 63 кг | Бронза |
| Чемпіонат світу з боротьби серед юніорів 2012  | Білорусь | вільна боротьба, до 66 кг | 10     |
| Чемпіонат Європи з боротьби серед юніорів 2013 | Білорусь | вільна боротьба, до 66 кг | 13     |
| Чемпіонат світу з боротьби серед юніорів 2014  | Білорусь | вільна боротьба, до 74 кг | 5      |
| Чемпіонат Європи з боротьби серед молоді 2015  | Білорусь | вільна боротьба, до 70 кг | Бронза |
| Чемпіонат Європи з боротьби серед молоді 2016  | Білорусь | вільна боротьба, до 70 кг | 7      |
| Чемпіонат Європи з боротьби серед молоді 2017  | Білорусь | вільна боротьба, до 74 кг | 5      |
| Чемпіонат світу з боротьби серед молоді 2017   | Білорусь | вільна боротьба, до 74 кг | 10     |